# Triplophysa yaopeizhii
Triplophysa yaopeizhii är en fiskart som beskrevs av Xu, Zhang och Cai, 1995. Triplophysa yaopeizhii ingår i släktet Triplophysa och familjen grönlingsfiskar. Inga underarter finns listade i Catalogue of Life.